# Rohr (Francja)
Rohr – miejscowość i gmina we Francji, w regionie Grand Est, w departamencie Dolny Ren.
Według danych na rok 1990 gminę zamieszkiwało 215 osób, 64 os./km².